# كنيسة منزلية

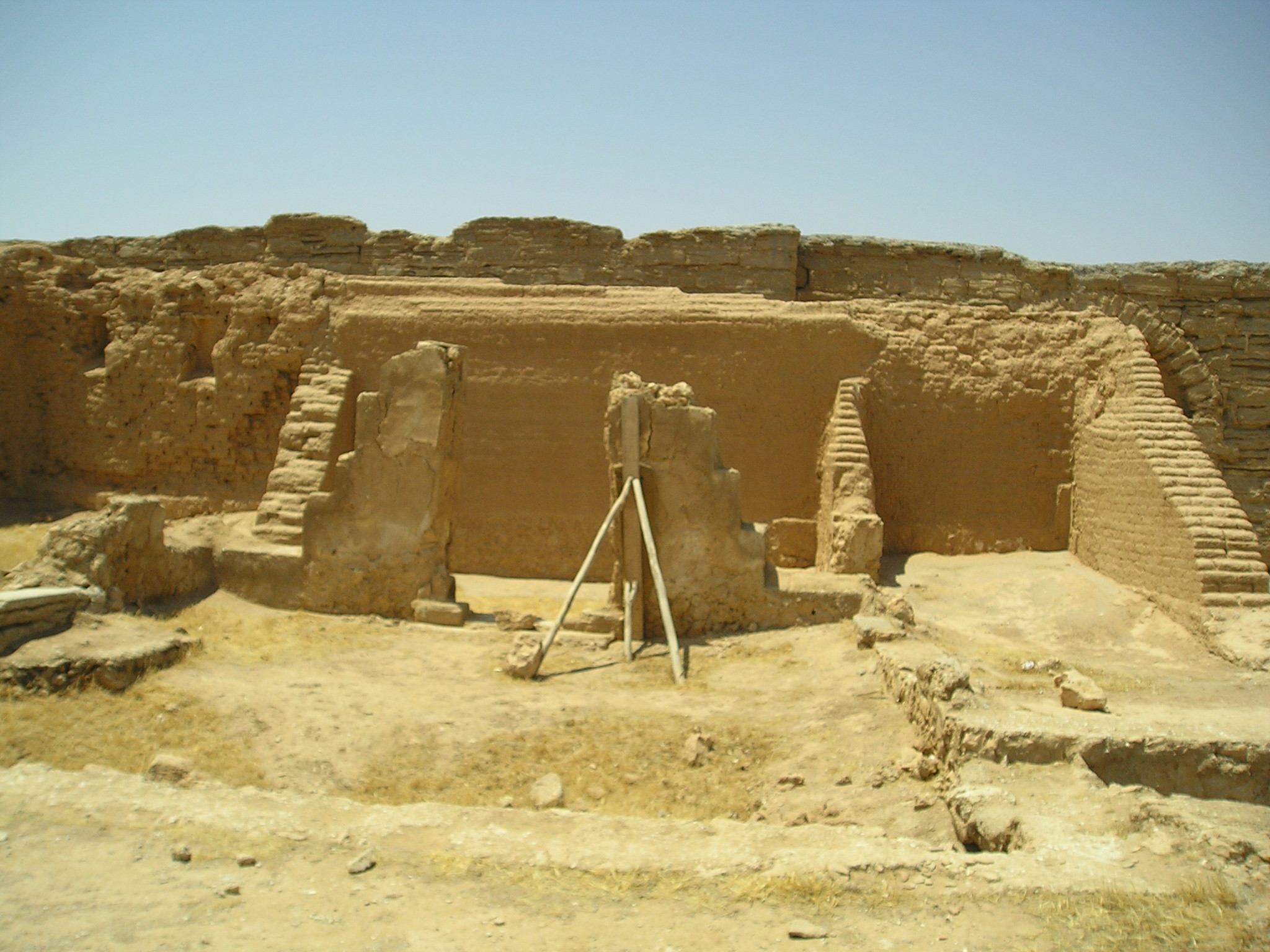
كنيسة دورا أوربوس المنزلية؛ أقدم كنيسة منزلية في العالم.

الكنيسة المنزليّة هي تسمية يستخدم لوصف مجموعة من المسيحيين الذين يتجمعون للعبادة بانتظام في المنازل الخاصة. قد تكون هذه المجموعة جزءًا من هيئة مسيحية الكبيرة، مثل الرعية، ولكن هناك بعض الجماعات المستقلة والتي لها رؤية خاصة في مفهوم الكنيسة باعتبار أنّ الكنيسة المنزلية هي الشكل الأساسي للمجتمع المسيحي.
كان المسيحيين الأوائل يتعبدون في كنائس منزلية ومن أقدم الكنائس المنزلية في العالم كنيسة دورا أوربوس. حاليًا في الدول حيث يتعرض المسيحيين لإضطهادات خصوصًا من معتنقو المسيحية؛ يتعبد المسيحيين في الكنائس المنزليّة من بين هذه المناطق الصين، وفيتنام، والهند، وكوبا، ودول المغرب العربي. ويتعبد أيضًا أعداد كبيرة من المسيحين في الكنائس المنزلية في البرازيل وأفريقيا؛ وبإعداد أقل في الفلبين، وأوروبا وأمريكا الشمالية.